# 5 Pułk Armat Polowych (austro-węgierski)
Pułk Armat Polowych Nr 5 (FKR. 5) – pułk artylerii polowej cesarskieji królewskiej Armii.

## Historia pułku
1 maja 1885 roku w Brnie (niem. Brünn) na bazie dotychczasowego 2. Pułku Artylerii Polowej został utworzony 19. Ciężki Dywizjon (niem. 19. Schwere Batterie-Division). Dywizjon został podporządkowany komendantowi 10 Brygady Artylerii w Brnie.
1 stycznia 1894 roku dywizjon został przeformowany w 5 Pułk Artylerii Dywizyjnej, a 6 kwietnia 1908 roku przemianowany na 5 Pułk Armat Polowych.
W 1914 roku pułk stacjonował w Brnie na terytorium 2 Korpusu i wchodził w skład 4 Dywizji Piechoty, a pod względem wyszkolenia podlegał komendantowi 2 Brygady Artylerii Polowej.
W 1916 oddział został przemianowany na Pułk Armat Polowych Nr 4. Równocześnie dotychczasowy 4 Pułk Armat Polowych został przeformowany w Pułk Haubic Polowych Nr 4, a 3 Pułk Armat Polowych przemianowany na Pułk Armat Polowych Nr 5. W 1918 Pułk Armat Polowych Nr 4 został przemianowany na Pułk Artylerii Polowej Nr 4. Od sierpnia do listopada 1918 na froncie włoskim funkcję I oficera 4. baterii pełnił ppor. Józef Kaiser.

## Skład
- Dowództwo
- 4 x bateria po 6 armat 8 cm FK M.5.
- kadra zapasowa

## Komendanci pułku
- ppłk Ferdinand Bussetti von Moltini (do 1909)[2]
- ppłk Alois Urbanek (od 1909)[8]
- płk Hugo Machaczek (1914)[9]